# Якубчак Ольга Миколаївна
О́льга Микола́ївна Якубча́к (до шлюбу Сайківська; *31 березня 1961, с. Княжа Звенигородського району Черкаської області) — український ветеринар, учена у галузі ветеринарної медицини та ветеринарно-санітарної експертизи.
Доктор ветеринарних наук, професор, завідувачка кафедри ветеринарно-санітарної експертизи і гігієни переробки продукції тваринництва Національного університету біоресурсів і природокористування України (Київ).
Член постійно діючої Робочої групи з питань біобезпеки при використанні генетично модифікованих організмів в системі АПК.
Експертка з підготовки англо-українського ветеринарного глосарію.
Почесна громадянка села Княжа Звенигородського району Черкащини.

## Біографія
- 1978 -1983  — навчання у Білоцерківському сільськогосподарському інституту, який завершила з відзнакою за спеціальністю «ветеринарний лікар».
- 1983 -1986  — аспірантура Білоцерківського державного аграрного університету.
- 1983  — асистентка кафедри ветсанекспертизи і патанатомії Білоцерківського сільгоспінституту.
- 1987  — захист кандидатської дисертації в Московській ветакадемії ім. К. І. Скрябіна.
- 1990 -1998  — доцент кафедри ветсанекспертизи і патанатомії Білоцерківського державного аграрного університету.
- 1997  — захист докторської дисертації у Всеросійському науково-дослідному інституті ветеринарної санітарії, гігієни та екології.
- 1998  — переатестація (перезахист докторської дисертації, захищеної у РФ) у Львівській державній академії ветеринарної медицини ім. С. З. Гжицького.
- 1998 -2000  — професор кафедри ветсанекспертизи і патанатомії Білоцерківського державного аграрного університету.
- 2000  — професор кафедри патанатомії і ветсанекспертизи Національного аграрного університету.
- 2001  — завідувачка кафедри ветсанекспертизи і гігієни переробки продукції тваринництва Національного університету біоресурсів і природокористування України.

## Електронні джерела
- Ольга Якубчак: «В Україні потрібно сертифікувати виробництво, а не продукцію»[недоступне посилання з серпня 2019]
- Кафедра ветеринарно-санітарної експертизи Національного університету біоресурсів і природокористування України [Архівовано 16 липня 2012 у Wayback Machine.]
- Ринок молока заполонив фальсифікат (Економічна правда) [Архівовано 31 грудня 2011 у Wayback Machine.]
- Україні потрібна сертифікація харчопрому — експерт (Обозреватель)